# G N' R Lies
„G N' R Lies“ по известен като „Lies“ (Лъжи) – е вторият студиен албум на американската рок група Гънс Ен' Роузис издаден през 1988 г.
Албума включва песните от албума Live ?!*@ Like a Suicide и четири нови акустични парчета. Песента Patience достига до 4-то място в американските класации, а самия албум достига №2 в Billboard 200. Заради песента One in a Million Аксел Роуз е обвинен в расизъм и хомофобия. Обвинения които той отрича.